# Monika Stachowska
Monika Stachowska, née Tomaszewicz le 2 janvier 1981 à Toruń, est une handballeuse internationale polonaise. 

## Biographie
En 2010, elle rejoint Arvor 29 avec qui elle remporte le championnat et la coupe de la Ligue en 2012.

## Palmarès

### Club
compétitions internationales
- finaliste de la coupe Challenge en 2015

compétitions nationales
- championne de France en 2012 avec Arvor 29
- vainqueur de la coupe de la Ligue en 2012 avec Arvor 29
- finaliste de la coupe de la Ligue en 2011 avec Arvor 29

### Sélection nationale
- 4e du championnat du monde en 2013 en Serbie avec la Pologne[2]